# 金子拓
金子 拓（かねこ ひらく、1967年 - ）は、日本の日本史学者。東京大学史料編纂所教授。専門は日本中世史、史料学。

## 来歴
山形県生まれ。1990年東北大学文学部国史学科卒、1995年同大学院文学研究科博士課程後期単位取得退学。1997年「日本中世における政治秩序の形成と構造」で東北大学文学博士。1998年東京大学史料編纂所助手、2007年中世史料部門助教、2013年准教授。2023年教授。

## 著書
- 『中世武家政権と政治秩序』 吉川弘文館 1998
- 『織田信長という歴史 『信長記』の彼方へ』 勉誠出版 2009
- 『記憶の歴史学 史料に見る戦国』 講談社〈講談社選書メチエ〉 2011
- 『織田信長〈天下人〉の実像』 講談社〈講談社現代新書〉 2014
- 『織田信長権力論』 吉川弘文館 2015
- 『織田信長 不器用すぎた天下人』 河出書房新社 2017
  - （改題）『裏切られ信長 不器用すぎた天下人』 河出文庫 2022
- 『戦国おもてなし時代 信長・秀吉の接待術』 淡交社 2017
- 『鳥居強右衛門 語り継がれる武士の魂』 平凡社〈中世から近世へ〉 2018
- 『長篠合戦の史料学―いくさの記憶』 勉誠出版 2018
- 『信長家臣明智光秀』 平凡社〈平凡社新書〉 2019
- 『長篠の戦い 信長が打ち砕いた勝頼の"覇権"』 戎光祥出版 2020
- 『長篠合戦 鉄砲戦の虚像と実像』 中央公論新社〈中公新書〉 2023

### 編著
- 『『信長記』と信長・秀吉の時代』編 勉誠出版 2012